# 日野龍夫
日野 龍夫（ひの たつお、1940年2月12日 - 2003年6月15日）は、日本の国文学者。京都大学名誉教授。専門は日本近世文学。

## 来歴
東京府本郷区生まれ。国家公務員の父と専業主婦の母のもとに生まれる。1958年、六甲学院高校卒業後、京都大学文学部に入学。1962年、京都大学文学部国文科卒業、1967年、同大学院博士課程修了。1967年、四天王寺女子大学講師、1969年、大阪女子大学講師、1973年、国文学研究資料館助教授を経て、1977年、京都大学文学部助教授。1986年、同大学教授。2003年、定年退官、名誉教授となったが、同年6月に大動脈破裂で急逝した。
1975年に「文人の交遊」で日本古典文学会賞、2000年に『服部南郭伝攷』で第22回角川源義賞受賞。没後、『日野龍夫著作集』（全3巻）が刊行された。
論旨の明確さと堅実な実証、平易な文体は高く評価された。江戸の漢詩、特に古文辞派の研究をはじめ、研究分野は国学、漢学、儒学など近世文学全般に及び、晩年は明治文学も研究した。漢詩の実作者でもあった。

## 著書
- 『徂徠学派－儒学から文学へ』筑摩書房、1975年
- 『江戸人とユートピア』朝日新聞社（朝日選書）1977年／岩波現代文庫、2004年
- 『宣長と秋成 近世中期文学の研究』筑摩書房、1984年
- 『服部南郭伝攷』ぺりかん社、1999年
- 『江戸の儒学』ぺりかん社、2005年（日野龍夫著作集 第1巻）
- 『宣長・秋成・蕪村』ぺりかん社、2005年（日野龍夫著作集 第2巻）
- 『近世文学史』ぺりかん社、2005年（日野龍夫著作集 第3巻）

## 編纂・校訂
- 『五世市川団十郎集』ゆまに書房、1975年
- 諏訪春雄共編『江戸文学と中国』毎日新聞社、1977年
- 『日本思想大系40 本居宣長』岩波書店、1978年[3]
- 服部南郭『唐詩選国字解』平凡社東洋文庫（全3巻）1982年、ワイド版2006年。のち電子書籍化
- 鈴木俊幸共編『通詩選三部作（通詩選・同笑知・同諺解）』太平書屋、1982年
- 『本居宣長集 新潮日本古典集成』[4]新潮社 1983年、新装版2018年
- 服部南郭『近世儒家文集集成 第7巻』「南郭先生文集」ぺりかん社、1985年
- 『荻生徂徠全集 第18巻 随筆Ⅱ』みすず書房、1983年（全集未完結）
- 上田秋成『雨月物語（日本の文学）』ほるぷ出版、1986年
- 『柳橋新誌・江戸繁昌記（新日本古典文学大系100）』岩波書店、1989年
- 成島柳北・大沼枕山『江戸詩人選集 第10巻』岩波書店、1990年（復刊2001年）
- 高橋圭一共訳 『太平楽府他 江戸狂詩の世界』平凡社東洋文庫、1991年、ワイド版2008年
- 蘐園録稿・如亭山人遺藁・梅墩詩鈔 （日本古典文学大系64>）』岩波書店、1997年
- 林鵞峰『近世儒家文集集成 第12巻』「鵞峰林学士文集（上・下）」ぺりかん社、1997年
- 『不盡言・無可有郷（新日本古典文学大系99）』岩波書店、2000年
- 『開化風俗誌集（新日本古典文学大系 明治編1）』岩波書店、2004年（編集委員）